# احتباس أيضي
الاحتباس الأيضي هو آلية مَرْكزة (جعل الشيء متموضعا) للمركبات الإشعاعية المصطنعة في جسم الإنسان. ويمكن تعريفها عل  أنها التراكم داخل الخلوي لعقار أو مسبار  نشط إشعاعيا اعتمادا على النشاط الأيضي لنسيج خاص. الاحتباس الأيضي هو مبدأ في تصميم الصيدلانيات الإشعاعية  لتستخدم كمسبارات أيضية لمعرفة وظيفة ما أو لتحديد موقع ورم (المسبار في الكيمياء الحيوية: هو أي مجموعة من الذرات أو الجزيئات الموسومة بصورة نشطة إشعاعيا بهدف دراسة جزيء معين أو بنية أو تركيب محدد).